# WWF Super WrestleMania
WWF Super WrestleMania est un jeu vidéo de catch professionnel de LJN commercialisé en 1992 sur Super Nintendo et Mega Drive,. Tous les catcheurs ont les mêmes prises standards comme les slams, suplexes, dropkicks, clotheslines, hip tosses, elbow drops et finishers.
Pour la version Mega Drive, les prises finales peuvent être faites n'importe quand durant le match. La version Super Nintendo contient dix catcheurs, tandis que la version Mega Drive n'en contient que huit. Trois modes de jeux sont présents incluant « One-on-One », « Tag Team », et « Survivor Series ». La version Mega Drive contient un mode championnat pour le WWF Championship, dans ce mode le joueur doit battre les sept autres catcheurs. Il est moyennement accueilli sur GameRankings avec une note de 72 % sur Super Nintendo et 70 % sur Mega Drive.

## Personnages
Dans la version Super Nintendo, les personnages incluent Animal, Earthquake, Hawk, Hulk Hogan, Jake Roberts, Randy Savage, Sid Justice, Ted DiBiase, Typhoon et The Undertaker. Dans la version Mega Drive, les personnages incluent British Bulldog, Hulk Hogan, Irwin R. Schyster, Papa Shango, Randy Savage, Shawn Michaels, Ted DiBiase et Ultimate Warrior.